# Theodoros av Mopsuestia
Theodoros av Mopsuestia, född cirka 350 i Antiochia, död 428 i Mopsuestia, var en grekisk teolog av den antiokenska skolan. Han var biskop av Mopsuestia i Kilikien från 392.
Theodoros var elev till Diodoros av Tarsus och tillsammans med denne är han portalfigur för den antiokenska teologin. Diodoros och Theodoros lärde att Jesus Kristus har två ”naturer”, en gudomlig och en mänsklig. Denna kristologiska lära, kallad dyofysitism, utvecklades av Nestorius, som var en av Theodoros lärjungar.